# روجر هوبز
روجر هوبز (بالإنجليزية: Roger Hobbs)‏ (10 يونيو 1988 - 14 نوفمبر 2016)؛ روائي أمريكي.